# Осаждённые мертвецами
«Осаждённые мертвеца́ми» (нем. Rammbock) — немецко-австрийский фильм 2010 года режиссёра Марвина Крена.

## Сюжет
Михаэль (Мики) приезжает из Вены в Берлин к своей бывшей девушке Габи, желая наладить отношения под предлогом возвращения ключей от квартиры. Поднявшись в её апартаменты, он обнаруживает, что входная дверь не заперта, а в помещении находятся сантехник и его молодой помощник Харпер; где находится Габи, они не знают. Старший сантехник очень агрессивно пытается починить батарею, после чего взрывается гневом и пытается убить своего коллегу. Харпер и Мики совместно расправляются с безумцем и запираются в квартире. Вскоре становится ясно, что подобные нападения происходят по всему городу; из экстренного сообщения, передаваемого по радио, становится понятно, что причина эпидемии - неизвестный вирус, вызывающий побеление радужки, сильные выбросы адреналина и, как следствие, приступы агрессии. 
Через некоторое время с одного из соседних балконов с главных героев окликает некий мужчина. Оказывается, его жена заражена, но успокоительное позволяет ей сдерживаться. Мужчина предлагает героям сделку: они добудут ему ещё таблеток, а взамен получат еду. Мики и Харпер собирают самодельный таран и выбивают часть стены в соседнюю квартиру; шум привлекает заражённых, которые прорываются следом, но главные герои спасаются, забравшись на антресоли. Со своей стороны Мики обнаруживает люк на чердак, куда и забирается, после чего ненадолго теряет сознание.
Придя в себя, он обнаруживает сидящую рядом Габи и её нового парня, Кая. Мики злится из-за того, что Габи врала ему о причинах расставания; его поведение вкупе с раной на руке приводит к тому, что его выдворяют на крышу с подозрением на заражение, предварительно вручив полупустую пачку седативных таблеток. Тем временем, Харпер решает использовать фотоаппарат, чтобы оценить обстановку внизу, и обнаруживает, что вспышка причиняет зараженным сильную боль из-за повышенной чувствительности сетчатки глаза. Мики добирается до квартиры мужчины с заражённой женой, но таблетки помогают ненадолго, и супруги погибают. Харпер, используя новую тактику, выгоняет заражённых на улицу и закрывает ворота, делая дом безопасным. Выжившие - Мики, Харпер, Анита и Ульф - собираются во дворе, обсуждая дальнейшие действия, и Мики говорит, что с крыши он увидел маленькую двухместную лодку, которую можно использовать, чтобы покинуть город. Потенциальных пассажиров же четверо, и неизвестно, смогут ли они поместиться. В результате небольшой перепалки группа решает выдвинуться к реке утром, защищаясь найденными вспышками для фотоаппаратов.
Пока все спят, один из выживших, Ульф, забирает все имеющиеся портативные источники света и пытается сбежать; Мики нагоняет его, отбирая фотоаппарат, но при этом оказывается укушен. Постепенно употребляя оставшиеся успокоительные таблетки, он помогает Харперу и Аните подготовиться к отбытию. Мики смотрит вслед уезжающей паре, окруженной заражёнными, возвращается во двор и понимает, что у него осталась одна таблетка. В этот момент мимо него пробегает укушенный Кай, а следом за ним - уже обратившаяся Габи. Мики обнимает свою возлюбленную, силой удерживая её до тех пор, пока она не успокаивается, после чего его глаза быстро белеют - он обратился.
Последние кадры показывают плывущую по реке лодку с уцелевшими Анитой и Харпером.

## В ролях
| Актёр             | Роль          |
| ----------------- | ------------- |
| Михаэль Фуит      | Михаэль       |
| Тео Требс         | Харпер Мюллер |
| Анка Грачик       | Габи Харутер  |
| Эмили Кокс        | Анита         |
| Себастиан Ахиллес | Кай           |